# Seleção Japonesa de Beisebol

Marca representante da Seleção Japonesa.

A Seleção Japonesa de Beisebol (野球日本代表, Yakyū Nihon Daihyō) representa o Japão nos torneios internacionais de beisebol. A equipe participou de inúmeras edições da Copa do Mundo de Beisebol e conquistou a medalha de ouro nos Jogos Olímpicos de Verão de 2020. Atualmente, ocupa a primeira posição no WBSC World Rankings, sistema que classifica as melhores seleções do esporte no mundo.
Até 2000, a equipe era composta exclusivamente por jogadores amadores. A partir dos Jogos Olímpicos de Verão de 2000, passou a ser composta por jogadores da Nippon Professional Baseball. A seleção foi apelidada de Samurai Japan.